# آرامگاه‌های عبوری در ایرلند
مقبره‌های عبوری از دسته آثار خرسنگی در دوران نوسنگی هستند. این آثار در اکثر مناطق ایرلند یافت می‌شوند، اما در نیمه شمالی جزیره شیوع بیشتری دارند. دوره استفاده از گورهای معبری در ایرلند از ۳۷۵۰ قبل از میلاد تا حدود سال ۲۵۰۰ قبل از میلاد می‌رسد. حدود بیست خوشه گور معبری در ایرلند ثبت شده است، اما بهترین نمونه‌های شناخته شده در امتداد یک مسیر منحنی از ساحل غربی به شرق، از جمله مراکز کرامور و کاروویل در شهرستان اسلایگو، و لاکرو و رود بوین در شهرستان میث می‌شوند.

## ویژگی‌های معماری
اصطلاح «مقبره عبوری» تنها به اواسط قرن بیستم بازمی‌گردد. پیش از آن، بناهای تاریخی را با اصطلاحات دیگری مانند «تپه‌های دانمارکی» یا «تومولی» می‌نامیدند. تعدادی از نویسندگان عصر مدرن، از جمله آلیسون شریدان و رابرت هنسی، تلاش کرده‌اند مقبره‌های عبوری را دسته‌بندی کنند. هنسی سه دسته را پیشنهاد می‌کند: بناهای باز کوچک و ساده، اغلب مدور، مانند آنچه در اسلایگو یافت شده؛ بناهای یادبود در مقیاس متوسط با سنگچین که نوعی اتاق تدفین را پوشانده و نمونه ای از این مقبره‌های گذرگاهی در لاکرو هست این دسته ممکن است حکاکی‌های انتزاعی یا سنگ نگاره‌های متمایز به سبک سنت مقبره‌های ایرلندی، خطوط خورشیدی و حاشیه‌های دراز و کشیده داشته باشد. مراسم تدفین ممکن است شامل سوزاندن و رسوب استخوان‌های نسوخته باشد؛ دسته سوم با بناهای عظیم تاریخی مشابه نیوگرنج در دره بوین است. این‌ها در مقیاس بزرگ‌تری ساخته شده‌اند، آثار هنری دقیق‌تری دارند و از نظر معماری فوق‌العاده هستند، و شامل تکنیک‌هایی مانند سنگ‌زنی (این در دسته دوم نیز دیده می‌شود)، گذرگاه‌های سقف‌دار طولانی، سنگ‌چین، و با مصالح ساختمانی که از مکان‌های دور آورده شده‌اند هستند. بناهای تاریخی مقبره‌های گذرگاهی دقیق‌تر ممکن است دارای بخش‌های فرعی از فضای معماری باشند. چیدمان‌های صلیبی شکل به خوبی شناخته شده‌اند گاهی اوقات خوشه‌های بناهای تاریخی دارای یک بنای کانونی یا مرکزی هستند، بزرگتر از اقمار آن. این الگو در کنوبها و کارمور دیده می‌شود. اغلب ساختاری در مقیاس بزرگتر وجود دارد که با ویژگی‌های منظره مانند دریاچه‌ها، رودخانه‌ها و کوه‌های مشاهده شده در طرح‌بندی مرتبط است. به عنوان مثال در کاروکیل، اسلایگو، یک خوشه کوچکتر در کوه‌های بریکلیو دارای تعدادی مکان‌های دورافتاده مانند قله در تپه کیش، آردولی، هیثتون و سوی لاگیز است. یکی از ویژگی‌های مقبره‌های گذرگاه ایرلندی که آنها را از دیگر انواع بناهای تاریخی دوران نوسنگی متمایز می‌کند، این است که به نظر می‌رسد آنها برای بیش از یک هزار سال مورد استفاده قرار می‌گرفتند، برخلاف دیگر انواع بناهای مرتبط با دوران نوسنگی اولیه، مانند مقبره‌های درباری یا دولمن‌های درگاهی.

## اشیاء قبرها
تدفین در مقبره‌های گذرگاه ایرلندی معمولاً با طیف محدود و متمایزی از اشیاء همراه است. این اشیاء قبرها شامل سنجاق‌های ساخته شده از استخوان یا شاخ گوزن قرمز، آویزهای سنگی حکاکی شده و صیقلی، قطعات کوارتز، ابزار سنگ چخماق یا چرت، توپ‌های سنگی یا گچی و شکل متمایز سفالی مختص این مناطق است. گلدان‌ها که از خاک رُس مایل به قرمز تشکیل شده‌اند، در اندازه‌های مختلف طراحی شده‌اند، اما همیشه ته گِرد هستند و اغلب با طرح‌های خنجر و چنگک تزئین می‌شوند. تعداد کمی از نمونه‌های دست‌نخورده به دست آمده است، که شامل چند نمونه خوب از مقبره گذرگاه تپه هاستیجز (Dumha na nGiall) در تپه تارا، شهرستان میث می‌شود.

## فرقه خورشید
مایکل اوکلی پس از حفاری و مرمت خود در نیوگرنج، کشف یک ردیف خورشیدی مطابق انقلاب زمستانی را گزارش کرد. چنین رج‌بندی‌هایی برای بناهای تاریخی در بخش‌های مختلف ایرلند و خارج از کشور، به عنوان مثال در میزهو، اسکاتلند، مورد بررسی بوده است.